# بيلي واين بايلي
بيلي واين بايلي (بالإنجليزية: Billy Wayne Bailey)‏ هو سياسي أمريكي، ولد في 7 يونيو 1957 في بلوفيلد في الولايات المتحدة. حزبياً، نشط في الحزب الديمقراطي. وقد انتخب عضو مجلس ولاية فيرجينيا الغربية.